# Большеивановское сельское поселение (Белгородская область)
Большеивановское се́льское поселе́ние — упразднённое муниципальное образование в Новооскольском районе Белгородской области.
Административный центр — село Большая Ивановка.
19 апреля 2018 года упразднено при преобразовании Новооскольского района в Новооскольский городской округ.

## История
Большеивановское сельское поселение образовано 20 декабря 2004 года в соответствии с Законом Белгородской области № 159.

## Население
| 2010  | 2011  | 2012  | 2013  | 2014  | 2015  | 2016  |
| ----- | ----- | ----- | ----- | ----- | ----- | ----- |
| 1175  | ↘1170 | ↘1151 | ↗1157 | ↘1152 | ↘1143 | ↘1136 |
| 2017  | 2018  |       |       |       |       |       |
| ↘1116 | ↘1068 |       |       |       |       |       |

## Состав сельского поселения
| № | Населённый пункт | Тип населённого пункта       | Население |
| - | ---------------- | ---------------------------- | --------- |
| 1 | Большая Ивановка | село, административный центр | ↘409      |
| 2 | Боровое          | село                         | ↘243      |
| 3 | Колодезный       | хутор                        | ↗97       |
| 4 | Мосьпанов        | хутор                        | ↗301      |
| 5 | Редкодуб         | хутор                        | ↘13       |
| 6 | Семёновка        | село                         | ↘112      |